# Siloe

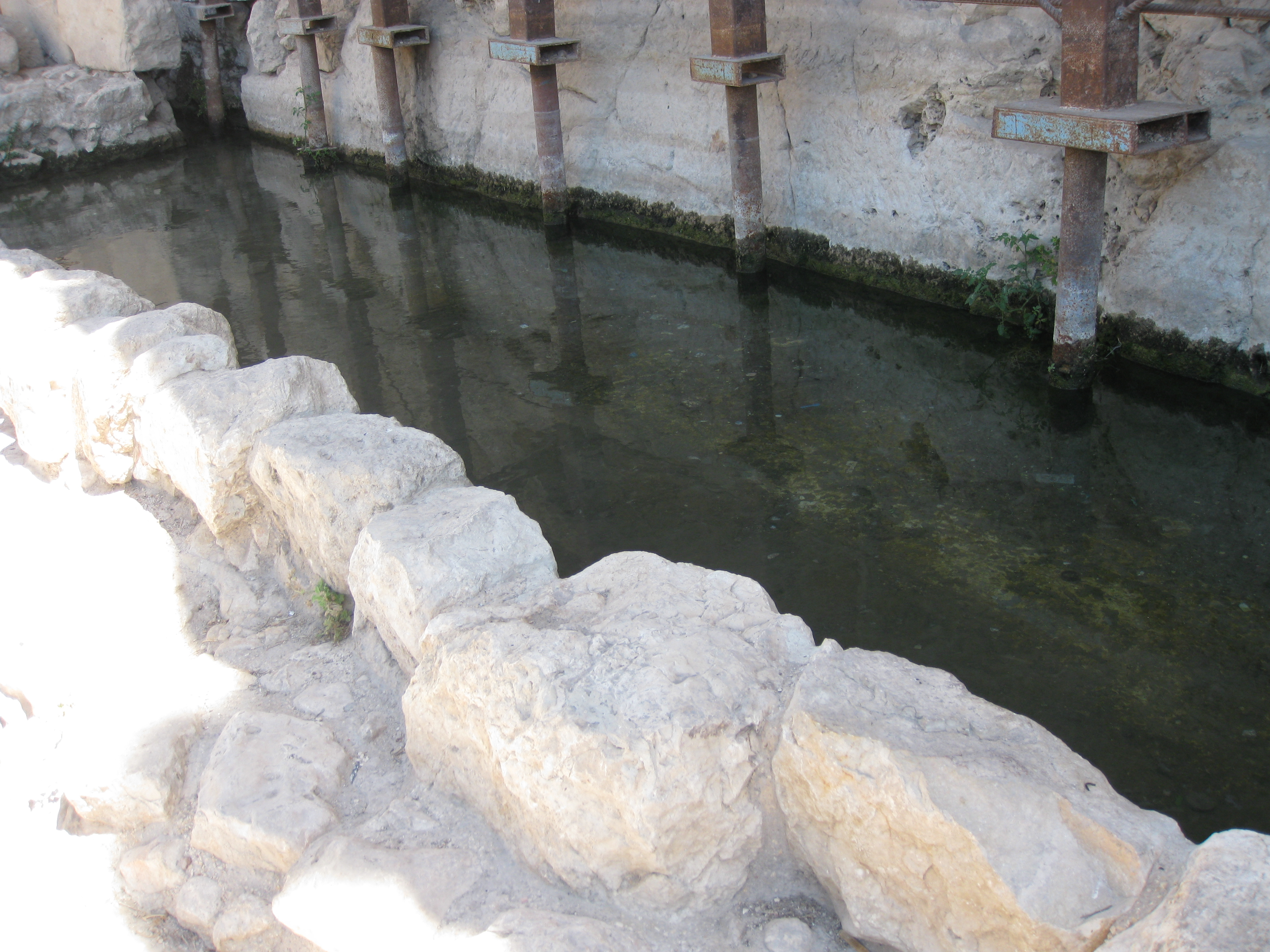
Siloe

Siloe (także: sadzawka Siloam; hebr. בריכת השילוח) – starożytny zbiornik wodny, zlokalizowany w Jerozolimie.

## Wzmianki w Biblii
W Księdze Izajasza (Iz 8,6) sadzawka została nazwana „wodą Siloe”. W Księdze Nehemiasza w przekładzie Biblii Tysiąclecia (Ne 3,15) źródło figuruje jako „staw wodociągowy”. Ewangelia Jana (J 9,7) nazywa je „sadzawką Siloam”, której woda – zgodnie z wierzeniami – leczyła.

## Lokalizacja
Księga Nehemiasza przekazuje, że mur sadzawki sąsiadował z ogrodem królewskim zlokalizowanym na południu Jerozolimy. Według Księgi Izajasza (Iz 8,6) wzmianka o łagodnie płynącej wodzie Siloe prawdopodobnie odnosi się do fragmentu kanału, biegnącego z pobliskiego źródła Gichon, który zaopatrywał miasto w wodę. Sadzawka Siloe utożsamiana jest ze zbiornikiem w Birkat al-Hamra, który w VIII wieku p.n.e. kazał wybudować według 2 Księgi Królewskiej (2Krl 20,20), 2 Księgi Kronik (2Krn 32,30) i Mądrości Syracha (Syr 48,17) Ezechiasz, gdy szykował się do powstania przeciwko Asyrii. Budowę systemu wodnego Ezechiasza upamiętnia inskrypcja Siloe.